# 乃木坂46×HKT48 冠番組バトル!
『乃木坂46×HKT48 冠番組バトル!』（のぎざかフォーティシックス×エイチケーティーフォーティエイト かんむりばんぐみバトル）は、2013年7月3日から9月18日の毎週水曜日1時29分から2時29分（JST）にかけて日本テレビと福岡放送で放送されたバラエティ番組。全12回。

## 概要
乃木坂46とHKT48の冠番組。1時間の番組枠内で、乃木坂46の冠番組『NOGIBINGO!』（ノギビンゴ!）とHKT48の冠番組『HKT48トンコツ魔法少女学院』（エイチケーティーフォーティエイトトンコツまほうしょうじょがくいん）がそれぞれ30分枠で放送された。第1回〜第10回は毎回1人の各界著名人が「面白かった」「グループの将来性を感じた」「一緒に仕事してみたい」などの独自の視点で2番組の勝敗を決定し、勝利したチームの番組が次回放送で先にオンエアされた。
第11回で10人の審査員に再審査され、毎回の審査員による勝敗（計10勝）と第11回の全員審査による勝敗（計10勝）の合計20勝を争い、より多くの勝ち星を獲得した番組が最終回で1時間スペシャルを放送できた。なお、負けた番組の最終回は予告編のみで本編のオンエアはなく、後日発売されるDVDでのみ視聴可能となった。番組終了後、『NOGIBINGO!』は単独番組として独立し、2014年1月11日の土曜日1時58分から『NOGIBINGO!2』が毎週放送された。

## 放送時間
| 放送期間                     | 放送日時                     | 放送局     | 対象地域     | 備考       |
| ---------------------------- | ---------------------------- | ---------- | ------------ | ---------- |
| 2013年7月3日 - 2013年9月18日 | 水曜 1:29 - 2:29（火曜深夜） | 日本テレビ | 関東ローカル | 制作局     |
|                              |                              | 福岡放送   | 福岡県       | 同時ネット |

## 放送日程
初回の放送順は代表者によるじゃんけんで決定した。指原莉乃（HKT48）が高山一実（乃木坂46）に勝利し、『HKT48トンコツ魔法少女学院』が先に放送された。
| #  | 放送日時                  | 審査員           | 勝者（勝利数） | 第11回の勝者判定 |
| -- | ------------------------- | ---------------- | --- | --- |
| 1  | 2013年7月03日 1:34 - 2:34 | 江川達也         | 乃木坂46（1勝） | 乃木坂46 |
| 2  | 2013年7月10日 1:54 - 2:54 | 増田セバスチャン | 乃木坂46（2勝） | 乃木坂46 |
| 3  | 2013年7月17日 1:34 - 2:34 | 西村賢太         | HKT48（1勝） | HKT48 |
| 4  | 2013年7月24日 1:29 - 2:29 | 林修             | 乃木坂46（3勝） | 乃木坂46 |
| 5  | 2013年7月31日 1:29 - 2:29 | 有村昆           | HKT48（2勝） | 乃木坂46 |
| 6  | 2013年8月07日 1:29 - 2:29 | 崔洋一           | HKT48（3勝） | 乃木坂46 |
| 7  | 2013年8月14日 1:29 - 2:29 | FROGMAN          | 乃木坂46（4勝） | HKT48 |
| 8  | 2013年8月21日 1:43 - 2:43 | テリー伊藤       | HKT48（4勝） | HKT48 |
| 9  | 2013年8月28日 1:34 - 2:34 | 犬童一心         | HKT48（5勝） | HKT48 |
| 10 | 2013年9月04日 1:29 - 2:29 | ケント・モリ     | HKT48（6勝） | 乃木坂46 |
| 11 | 2013年9月11日 1:29 - 2:29 | 上記10名         | 第11回は乃木坂46が勝利。互いに10勝10敗となったため、代表者3名によるじゃんけんを実施。HKT48が2勝1敗で勝利し、第12回の放送権を得た。 | 第11回は乃木坂46が勝利。互いに10勝10敗となったため、代表者3名によるじゃんけんを実施。HKT48が2勝1敗で勝利し、第12回の放送権を得た。 |
| 12 | 2013年9月18日 1:29 - 2:29 | 審査対象外       | 第11回は乃木坂46が勝利。互いに10勝10敗となったため、代表者3名によるじゃんけんを実施。HKT48が2勝1敗で勝利し、第12回の放送権を得た。 | 第11回は乃木坂46が勝利。互いに10勝10敗となったため、代表者3名によるじゃんけんを実施。HKT48が2勝1敗で勝利し、第12回の放送権を得た。 |

## NOGIBINGO!
『NOGIBINGO!』は「AKB48が『AKBINGO!』でやってきたことと全く同じことを乃木坂46がやったら、国民的アイドルグループになることができるのか」を検証する企画である。『AKBINGO!』の収録で実際に使用されているスタジオ及びセットを使用している。第2回放送分からは冒頭に「今週のオープニングどっきり!」が行われ、MCのイジリー岡田が控え室で待機している乃木坂46メンバーにどっきりを仕掛ける。企画によるが、ほとんどの回では岡田が「不甲斐無い」と判断したメンバーに対し、エンディングでダメ出しを行う。2014年1月11日の土曜日1時58分からは単独番組『NOGIBINGO!2』として新シリーズが毎週放送された。

### コーナー

#### NOGIBINGO! から生まれたコーナー
暗闇の中は何だろな?（初出：2013年7月17日）
2人1組で真っ暗闇の中から何があるのか当てるゲームで、正解者が多ければ勝ちというゲーム。2014年5月7日・14日放送『AKBINGO!』「AKB48vs乃木坂46 プライドをかけた戦い!」にも登場し、小嶋真子・田野優花、松村沙友理・深川麻衣、横山由依・湯本亜美、桜井玲香・生駒里奈の4組が挑戦した。

### 出演者
レギュラー
- イジリー岡田[6]
- 乃木坂46
  - 1期生：秋元真夏、生田絵梨花、生駒里奈、市來玲奈、伊藤寧々、伊藤万理華、井上小百合、衛藤美彩、柏幸奈、川後陽菜、川村真洋、齋藤飛鳥、斎藤ちはる、斉藤優里、桜井玲香、白石麻衣、高山一実、永島聖羅、中田花奈、中元日芽香、西野七瀬、能條愛未、畠中清羅、橋本奈々未、樋口日奈、深川麻衣、星野みなみ、松村沙友理、宮澤成良、大和里菜、若月佑美、和田まあや[6]

ゲスト
- 藤井恒久（日本テレビアナウンサー） - 「乃木坂46一致団結すべり台クイズ」クイズ問題時の出題ナレーション[11]。
- 清水康明 - 鑑識機器メーカー代表取締役[13]。「ショージキ将棋」で嘘発見器の操作と解説[11]。
- 高橋ジョージ - 「熱唱! もっともっとカラオケチャレンジ」の審査員[11]。
- 真矢（LUNA SEA） - 「熱唱! もっともっとカラオケチャレンジ」の審査員[11]。
- ダブルネーム - 「熱唱! もっともっとカラオケチャレンジ」の審査員[11]。
- 八木真澄（サバンナ） - 「うごいちゃや〜よ岡田さんが転んだ〜」の笑わせ役の刺客[11]。
- 梅垣義明 - 「うごいちゃや〜よ岡田さんが転んだ〜」の笑わせ役の刺客[11]。
- 菅登未男 - 「特技で掴め! ファン獲得大作10」の審査員[11]。
- 森岡大星 - 「特技で掴め! ファン獲得大作10」の審査員[11]。
- スティーブン・ヘインズ - 「特技で掴め! ファン獲得大作10」の審査員[11]。
- 長州小力 - 「乃木坂46 暗闇の中は何だろな大会」に登場[11]。
- ふなっしー - 「乃木坂46 暗闇の中は何だろな大会」に登場[11]。

### 主題歌・挿入歌
オープニングテーマ
- ガールズルール[11]

企画内の挿入歌
- 乃木坂46アイドルポカポカドボン最弱王決定戦[11]
  - おいでシャンプー[11]
  - 走れ!Bicycle[11]
  - 制服のマネキン[11]
  - 君の名は希望[11]
- ムチャぶりドッジボール（ボールが当たったときのリプレイ時）[11]
  - おいでシャンプー[11]
  - 制服のマネキン[11]

### 各回の企画
| #  | 放送内容                                                                                       | 公開ダメ出しメンバー |
| -- | ---------------------------------------------------------------------------------------------- | -------------------- |
| 1  | 乃木坂46も体を張れば国民的アイドルになれるのか? 総勢31名顔面クリーム31連発「顔面クリーム地獄」 |                      |
| 2  | 乃木坂46アイドルポカポカドボン最弱王決定戦                                                     | 桜井玲香             |
| 3  | 第1回乃木坂46ガチンコ箱の中身は何だろな? 大会!! 乃木坂46ガチンコ暗闇の中は何だろな?            | 松村沙友理           |
| 4  | 乃木坂46一致団結すべり台クイズ                                                                 |                      |
| 5  | ムチャぶりドッジボール                                                                         | 生田絵梨花           |
| 6  | ショージキ将棋                                                                                 |                      |
| 7  | 熱唱! もっともっとカラオケチャレンジ                                                           | 橋本奈々未           |
| 8  | うごいちゃや〜よ岡田さんが転んだ〜                                                             | 八木真澄             |
| 9  | 特技で掴め! ファン獲得大作10                                                                   |                      |
| 10 | 乃木坂46 暗闇の中は何だろな大会                                                                | 生駒里奈・川後陽菜   |
| 11 | 乃木坂46は持っているのかいないのか? 大検証                                                     | 桜井玲香             |

## HKT48トンコツ魔法少女学院
『HKT48トンコツ魔法少女学院』は、HKT48のメンバーが見習いの魔法少女に扮して偉大な魔法使いから、それぞれの専門分野を学ぶ育成型バラエティ企画である。講師の魔法使いに質問をぶつけ、バラエティの作法を体得していく。「魔法の国ハカタン」にある「トンコツ魔法少女学院」が舞台。指原莉乃がセンター魔法使い、他のHKT48メンバーが魔法少女見習いとなり、一人前の魔法少女になるために鍛錬を続ける。あらゆる分野から偉大な魔法使い（芸能人ゲスト）が招かれ、「トーク」では魔法少女見習いがゲストに率直な質問をする。「特別授業」ではゲストから様々な極意を学んでいく。ベスト魔法使いに選ばれたメンバーにはゲストのイニシャルが入ったブローチが渡される。オープニングナレーションはHKT48メンバー1名がランダムで担当している。また、冒頭にはメンバーによる小芝居もある。

### 出演者
センター魔法使い（進行役）
- 指原莉乃（HKT48チームH）[17]

魔法少女見習い
- HKT48[17]
  - チームH：穴井千尋、植木南央、多田愛佳、兒玉遥、下野由貴、田中菜津美、中西智代梨、松岡菜摘、宮脇咲良、村重杏奈、本村碧唯、森保まどか、若田部遥
  - 研究生：秋吉優花、井上由莉耶、梅本泉、岡田栞奈、神志那結衣、後藤泉、田島芽瑠、谷真理佳、朝長美桜、渕上舞

### 主題歌
オープニングテーマ
- スキ!スキ!スキップ!（第1回 - 第8回）[17]
- メロンジュース（第9回 - 第12回）[17]

### 各回のゲスト
| #  | 偉大な魔法使い     | 冒頭小芝居出演メンバー                                     | 反省会参加メンバー                                               | 今週のベスト魔法使い          |                               |
| -- | ------------------ | ---------------------------------------------------------- | ---------------------------------------------------------------- | ----------------------------- | ----------------------------- |
| 1  | ダチョウ倶楽部     | 村重杏奈、朝長美桜、宮脇咲良 ほか                          | 兒玉遥、田中菜津美、田島芽瑠、谷真理佳、中西智代梨               | 宮脇咲良                      |                               |
| 2  | コロッケ           | 田島芽瑠、朝長美桜、松岡菜摘、穴井千尋、渕上舞             | 穴井千尋、渕上舞、松岡菜摘、森保まどか、若田部遥                 | 中西智代梨                    |                               |
| 3  | デヴィ・スカルノ   | 多田愛佳、中西智代梨、兒玉遥、本村碧唯                     | 秋吉優花、岡田栞奈、後藤泉、田中菜津美、朝長美桜                 | 田中菜津美                    |                               |
| 4  | 大久保佳代子       | 穴井千尋、村重杏奈、田中菜津美、岡田栞奈、後藤泉、若田部遥 | 穴井千尋、多田愛佳、中西智代梨、村重杏奈、本村碧唯               | 秋吉優花                      |                               |
| 5  | COWCOW             | 秋吉優花、森保まどか、朝長美桜、宮脇咲良                   | 穴井千尋、村重杏奈、本村碧唯、森保まどか、若田部遥               | 岡田栞奈                      |                               |
| 6  | 土田晃之           |                                                            |                                                                  | 中西智代梨                    |                               |
| 7  | 渡辺直美           | 松岡菜摘、宮脇咲良、神志那結衣、井上由莉耶、田島芽瑠       |                                                                  | 田島芽瑠                      |                               |
| 8  | サンドウィッチマン | 中西智代梨、多田愛佳、兒玉遥、森保まどか                   | 下野由貴、田島芽瑠、田中菜津美、松岡菜摘                         | 村重杏奈                      |                               |
| 9  | 野澤亘伸           |                                                            |                                                                  | 多田愛佳                      |                               |
| 10 | 武井壮             | 朝長美桜、村重杏奈、田中菜津美                             | 谷真理佳、渕上舞、梅本泉、岡田栞奈、朝長美桜、田島芽瑠、秋吉優花 | 宮脇咲良                      |                               |
| 11 | 博多華丸・大吉     | 兒玉遥、森保まどか、宮脇咲良、村重杏奈                     |                                                                  | 若田部遥                      |                               |
| 12 | なし               | 最終回スペシャル 恐怖の肝試し                              | 最終回スペシャル 恐怖の肝試し                                    | 最終回スペシャル 恐怖の肝試し | 最終回スペシャル 恐怖の肝試し |

## スタッフ

### 2番組共通スタッフ
- オープニングナレーション：菅谷大介（日本テレビアナウンサー）[18]
- 企画プロデュース：秋元康[19]
- TM：木村博靖[18]
- 音声：宮内貞[18]
- VE：飯島友美[18]
- 美術プロデューサー：大川明子[18]
- デザイン：波多野真理[18]
- 小道具：伊沢英樹[18]
- 持ち道具：三野尚子[18]
- スタイリスト：スエタカヨーコ[18]
- 衣装：栗田佐智子[18]
- メイク：奥松かつら[18]
- 構成企画：植野浩之[18]
- 編成：西川大助[18]
- 宣伝：鎌田淳平[18]
- コンテンツ：渡部智明[18]
- TK：山沢啓子、竹島裕子[18]
- デスク：富重裕子[18]
- チーフプロデューサー：福田博之[19]
- プロデューサー：毛利忍、齋藤匠、藤井良記[19]
- 企画制作：日本テレビ[19]
- 制作協力：acro[19]
- 製作著作：「乃木坂46×HKT48 冠番組バトル!」製作委員会[19]、ドリームパートナーズ、VAP[18]

### NOGIBINGO! スタッフ
- ナレーション：山崎岳彦[11]
- 構成：大井洋一、桝本壮志、松林健、オクショウ[19]
- SW：村上和正[11]
- カメラ：津野祐一[11]
- LD：高橋正彦[11]
- 美術制作：栗原和也[11]
- 大道具：高塚敏史、松浦修[11]
- 編集：田中誠一[11]
- MA：武田慎司（CRAZY TV）[11]
- CG：小林貴雄[11]
- 音効：岡田淳一[11]
- 『NOGIBINGO!』製作委員会：藤川和彦、月成大地、篠田大輔、堀越大[11]
- AP：橋本早世[11]
- AD：小川香織、舟木萌[11]
- ディレクター：八島崇行、齋藤勇太、小嶋智仁、二村啓太、佐藤文友[11]
- 助監督：和島朋美 [11]
- 演出：内田秀実[19]
- プロデューサー：渡邊崇士[19]
- 製作著作：『NOGIBINGO!』製作委員会[11]

### HKT48トンコツ魔法少女学院 スタッフ
- ナレーション：満仲由紀子（青二プロダクション）[17]
- 構成：三田卓人、松原 秀、谷口マサヒト[19]
- SW：小林宏義[17]
- カメラ：望月達史[17]
- LD：藤山真緒[17]
- 美術制作：牧野沙和[17]
- 大道具：田中庸之、蛭川慎也[17]
- 編集：松崎猛（OMNIBUS JAPAN）[17]
- MA：束口智大（OMNIBUS JAPAN）[17]
- CGイラスト：野生[17]
- 音効：古野達生（BONZO）[17]
- HKT48トンコツ魔法少女学院製作委員会：土岐洋久[17]
- AP：花塚増央[17]
- AD：駒野裕昭、大山藍[17]
- ディレクター：青木孝之、中尾光佐[17]
- 助監督：山形真依 [17]
- 演出：新井秀和[注 5][19]、植木一実、藤田泰伸[17]
- プロデューサー：石原牧子[19]
- 製作著作：HKT48トンコツ魔法少女学院製作委員会[19]

## 関連商品
| リリース日    | タイトル                           | レーベル | 規格品番   | 形態   | 特典 | 収録内容 |
| ------------- | ---------------------------------- | -------- | ---------- | ------ | --- | --- |
| 2014年3月4日  | NOGIBINGO! DVD-BOX                 | vap      | VPBF-10975 | 初回版 | ブックレット（12頁）、オリジナルポストカードフォルダ、選抜メンバーステッカー、乃木坂ポストカード（番組ポスター1枚、選抜メンバー2枚） | 全放送+放送未公開映像、未公開映像、メイキング映像、NOGIBINGO! 反省会                                                      |
| 2014年3月4日  | NOGIBINGO! DVD-BOX                 | vap      | VPBF-10976 | 通常版 | ブックレット（12頁） | 全放送+放送未公開映像、未公開映像、メイキング映像、NOGIBINGO! 反省会                                                      |
| 2014年6月20日 | HKT48 トンコツ魔法少女学院 DVD-BOX | vap      | VPBF-10973 | 初回版 | オリジナルブックレット、オリジナルポストカードフォルダ、HKT48魔法少女カード (3枚)                                                    | 全放送+放送未公開映像、未公開映像、メイキング映像、番組決定報告サプライズどっきり、第1回放送を振り返ろう! 大反省会!       |
| 2014年6月20日 | HKT48 トンコツ魔法少女学院 DVD-BOX | vap      | VPBF-10974 | 通常版 | オリジナルブックレット | 全放送+放送未公開映像、未公開映像、反省会トーク集、番組お疲れ様会、フルーツバスケット完全版、博多弁を使いこなそう! 完全版 |